# Lingua di Menelik
La lingua di Menelik, popolarmente chiamata lingua di Menelicche o lingua di suocera, è un giocattolo in uso nel periodo di carnevale.

## Descrizione
È formata da un tubo di carta con un filo metallico che viene schiacciato ed arrotolato. Quando vi si soffia dentro, si svolge e si allunga di scatto, suscitando lo stupore di chi si trova di fronte. Appena si smette di soffiarvici, ritorna, grazie al filo metallico interno, nella posizione arrotolata. Spesso nella parte dell'imboccatura viene inserito un fischietto, in modo da associare un suono all'allungamento del tubo per aumentare l'effetto sorpresa.

## Origine del nome
Il giocattolo prese il nome, in epoca coloniale, dal sovrano Menelik II d'Etiopia perché pare che il negus fosse dotato di una lingua assai pungente quando fu accusato dagli italiani di non aver rispettato l'articolo 17 del trattato di Uccialli (scritto in due lingue, italiano e amarico).